# Стригин-Оболенский, Иван Иванович Слых
Иван Иванович Стригин-Оболенский по прозвищу Слых — князь, воевода на службе у московских князей Ивана III и Василия III.

## Происхождение и семья
Второй из шести сыновей боярина князя И. В. Оболенского Стриги и Степаниды, дочери И. К. Давыдова-Зубатого (из рода Морозовых). Рюрикович в XIX колене, один из многочисленных князей Оболенских, находившихся на московской службе. Жена: Мария Михайловна урождённая Беззубцева, дочь Михаила Константиновича Беззубцева. Бездетны.

## Служба у Ивана III
Второй воевода полка правой руки в шведском походе на Выборг (август 1495). Во время русско-казанской войны 1505—1507 послан вторым воеводой полка левой руки в Муром (август 1505). Бездействие этой русской армии один из бесславных эпизодов этой войны, проигранной русскими несмотря на значительное численное и техническое превосходство. В Казанском походе, при сходе войск в Муроме, 1-й воевода левой руки (1507). 

## Служба у Василия III
Направлен с полком воеводой правой руки к Брыни, после получения от Василия Ивановича Шемячича из Стародуба вестей о готовящемся нападении детей Менгли-Гирея, под командованием Ахмат-Гирея (май 1512). В пути получил известия, что татары уже под Белёвым и Одоевым и приказ идти на Угру. Стоял на реке Вашана воеводой Передового полка, откуда отправлен с Передовым полком в Тулу (1515).